# Číměř
Číměř (deutsch Schamers) ist eine Gemeinde mit ca. 710 Einwohnern in Tschechien. Sie liegt elf Kilometer südöstlich von Jindřichův Hradec und gehört zum Okres Jindřichův Hradec.

## Geographie

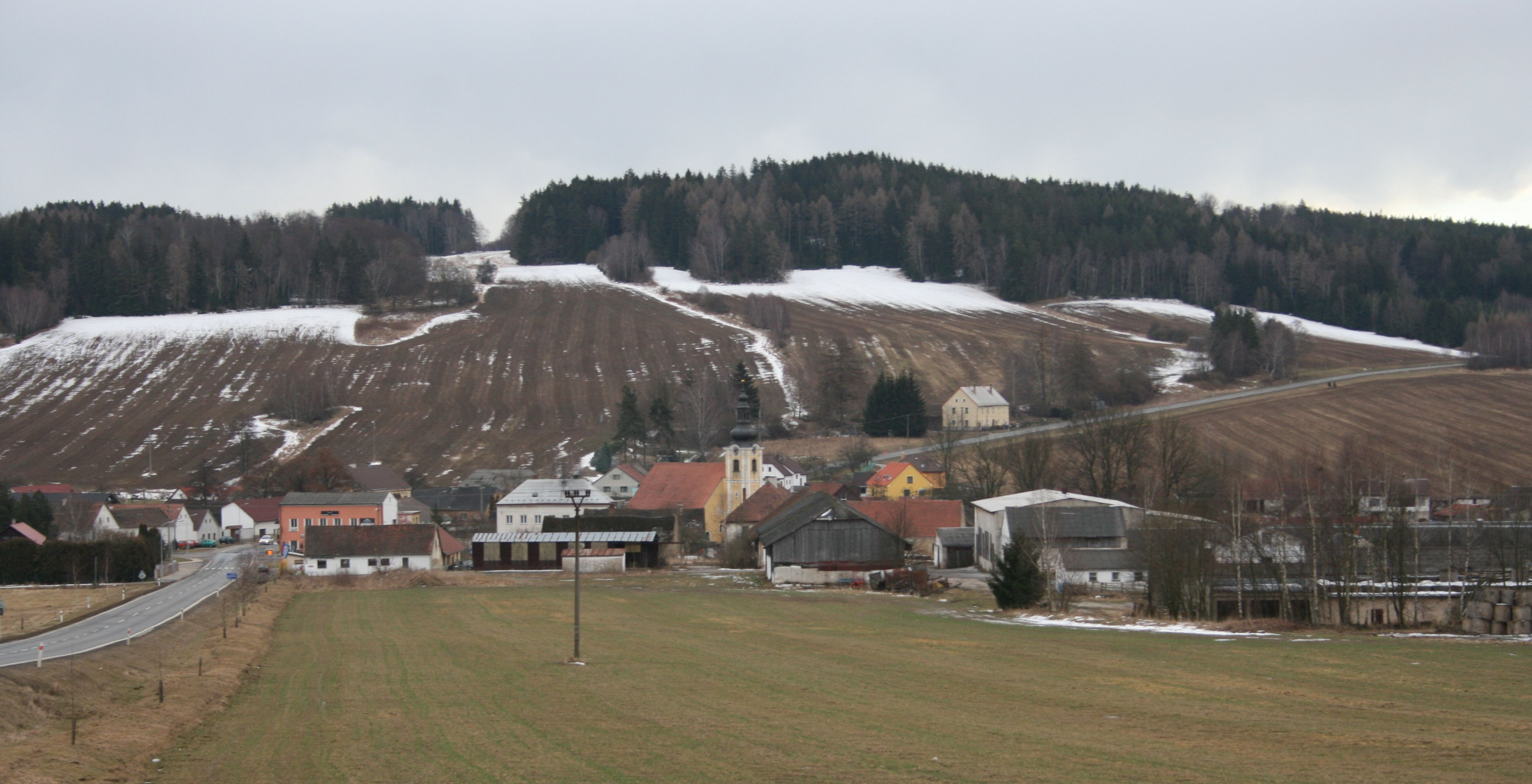
Ortsansicht

Das Straßenangerdorf Číměř befindet sich im Südwesten der Javořická vrchovina im Naturpark Česká Kanada. Er liegt im Tal des Koštěnický potok.
Nachbarorte sind Kunějovské Samoty im Norden, Kunějov (Kunas) im Nordosten, Dobrá Voda (Guttenbrunn) und Hůrky im Osten, Potočná (Grambach) im Südosten, Hradiště (Burgstall) und Lhota (Neustift) im Süden, Sedlo (Heumoth) im Südwesten, Vojířov (Bernschlag) im Westen sowie Bílá (Weißenbach) im Nordwesten.

## Geschichte

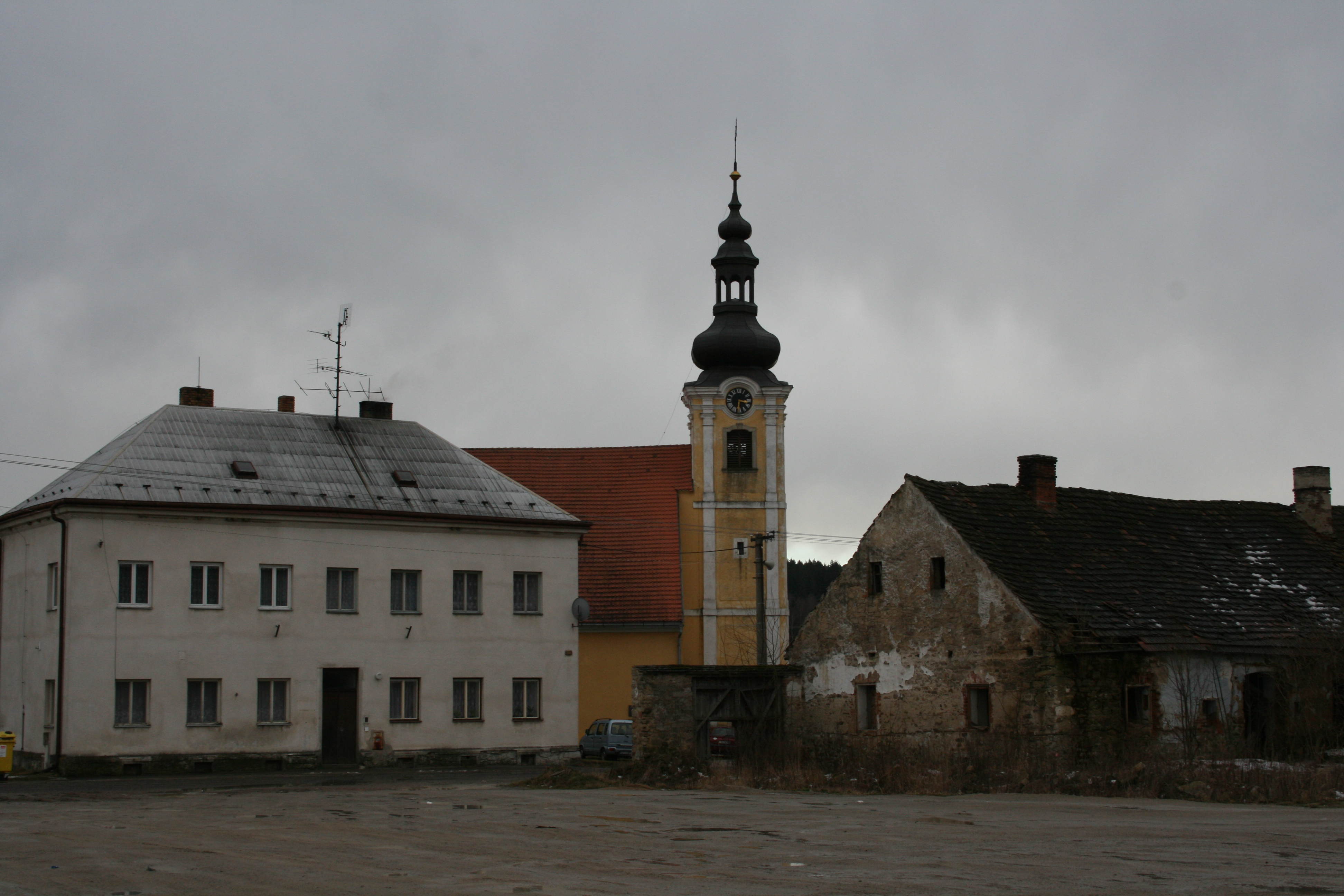
Ansicht zum Ort hin

Bei der Grenzziehung im Jahre 1189 wurde der Genitzbach, welcher neben Schamers fließt, zur Grenze zwischen Böhmen und den österreichischen Ländern. Das Dorf entstand in der Mitte des 13. Jahrhunderts im Zuge der deutschen Kolonisation des Neuhauser Landes und wurde als Emphyteuse 1359 erstmals urkundlich erwähnt. Die Kirche St. Ägidius ist ebenfalls 1359 genannt, sie entstand aber bereits zum Zeitpunkt der Ortsgründung.
Bis 1463 gehörte Schamers dem Stift Třeboň und danach bis zum Jahre 1848 zur Herrschaft Jindřichův Hradec (Neuhaus). Von den Herren von Neuhaus wurde Schamers zum Markt erhoben und erhielt das Privileg für den Salzhandel und Weinschank sowie ein Wappen. Der Ortsname Schamers ist seit dem Jahre 1579 geläufig und war vorher als Tschammiers bekannt. In dieser Zeit setzen sich Utraquisten in der Ortschaft fest, und der Ort wurde protestantisch. Nach dem Sieg der kaiserlichen Truppen in der Schlacht am Weißen Berg und dem Einsetzen der Gegenreformation während des Dreißigjährigen Krieges kehrte die Ortsbevölkerung im Jahre 1625 wieder zum Katholizismus zurück. Matriken werden seit dem Jahre 1606 geführt. Ab 1675 wird dem Ort die Marktfreiheit gewährt und ist somit vom Robot befreit. Die ausfallenden Leistungen des Marktes müssen die umliegenden Dörfer übernehmen. Im Jahre 1793 erhielt Schamers von Kaiser Franz II. weitere Marktprivilegien verliehen.
Durch das Handwerk der Leinenweberei stieg im 18. Jahrhundert die Einwohnerzahl an. Durch die in den Jahren 1824–1827 errichteten Kaiserstraße von Wien nach Prag erhöhte sich die wirtschaftliche Bedeutung des Ortes. Erst 1854, als die Eisenbahnverbindungen Wien-Prag eröffnet wurde, ging der Handel zurück und es entwickeln sich neue Verdienstmöglichkeiten, wie Maurer und andere Handwerksberufe. Im Jahre 1889 wird eine Freiwillige Feuerwehr im Ort gegründet. Im Rathaus wird im Jahre 1893 eine Obstbaumschule eingerichtet. Zwischen 1900 und 1902 wird der Bach durch die Wassergenossenschaft reguliert. In den nächsten Jahren entwickelt sich die Milchwirtschaft in Schamers immer mehr zur Haupteinnahmequelle.
Nach dem Ersten Weltkrieg kam der Ort, dessen Bewohner im Jahre 1910 fast ausschließlich deutschsprachig waren, zur neuen Tschechoslowakischen Republik. Durch Siedler und neu besetzte Beamtenposten kommt es zu einem vermehrten Zuzug von tschechischsprachigen Personen. Die Elektrifizierung des Ortes wird im Jahre 1929 durchgeführt. 1930 hatte die Marktgemeinde Schamers einschließlich ihrer Ortsteile Klitschka-Mühle, Dracler-Mühle und Elendshäuser 464 Einwohner. Ab 1938 gab es eine Postbuslinie nach Riegerschlag und bis 1940 nach Wien. Nach dem Münchner Abkommen, 1938, kam der Ort an das Deutsche Reich und wurde ein Teil des Reichsgaues Niederdonau. Am 24. August 1944 stürzen Teile eines abgeschossenen amerikanischen Bombers in den Ort. Dadurch geraten drei Häuser in Brand, wobei eine Frau ihr Leben verlor.
Nach dem Ende des Zweiten Weltkrieges, der 25 Opfer unter den Ortsbewohnern forderte, kam die Gemeinde wieder zur Tschechoslowakei zurück. Am 29. Mai 1945 wurde der Ort von einer Gruppe tschechischer Milizen besetzt. Die deutsche Ortsbevölkerung wurde über die Grenze nach Österreich vertrieben. Elf Personen verblieben im Ort. Die in Österreich befindlichen Ortsbewohner wurden bis auf ca. 19 %, gemäß dem Potsdamer Erklärung, nach Deutschland weiter transferiert. Vier Personen wanderten nach Australien und je eine in die Schweiz und nach Kanada aus.
Am 14. Juni 1964 wurde die Nachbargemeinde Dobrá Voda (Guttenbrunn) eingemeindet.

## Siegel und Wappen
Mit der Markterhebung am 25. März 1675 erhielt der Ort vom Herrschaftsinhaber Johann Joachim Slavata von Chlum und Koschumberg das Recht auf Siegelführung. Das Siegel zeigt innerhalb eines Perlenkranzes mit der Umschrift „SIEGEL DES MARKTES SCHAMERS“ ein Renaissanceschild mit einem umkränzten „J“.
Ebenso erhielt der Ort mit dem Siegel ein Wappen. Dieses war ein goldenes Schild mit einem breiten blauen Balken und einem goldenen Initialen „J“. Dieses ist mit einem mit vier goldenen Rosen besetzten grünen Lorbeerkranz umgeben.

## Bevölkerungsentwicklung
| Volkszählung | Einwohner gesamt | Volkszugehörigkeit der Einwohner | Volkszugehörigkeit der Einwohner | Volkszugehörigkeit der Einwohner |
| Jahr         | Einwohner gesamt | Deutsche                         | Tschechen                        | Andere                           |
| ------------ | ---------------- | -------------------------------- | -------------------------------- | -------------------------------- |
| 1880         | 708              | 695                              | 13                               | -                                |
| 1890         | 655              | 647                              | 8                                | -                                |
| 1900         | 653              | 649                              | 4                                | -                                |
| 1910         | 555              | 554                              | -                                | 1                                |
| 1921         | 516              | 437                              | 57                               | 22                               |
| 1930         | 531              | 460                              | 57                               | 14                               |

## Gemeindegliederung
Die Gemeinde Číměř besteht aus den Ortsteilen Bílá (tschechisch früher Vyšpachy, deutsch Weißenbach), Číměř (Schamers), Dobrá Voda (Guttenbrunn), Lhota (Neustift), Nová Ves (Schönborn), Potočná (tschechisch früher Krampachy, deutsch Grambach) und Sedlo (Heumoth), die zugleich Katastralbezirke bilden. Zu Číměř gehören außerdem der Weiler Kunějovské Samoty (Kunaser Einachten) sowie die Einschichten Bašta, Dobrovodské Jednoty, Hamr, Na Mořidle, Na Stráni, Nápravovna und Vojířov.

## Sehenswürdigkeiten
- Die Kirche St. Ägidius wurde im 13. Jahrhundert errichtet und 1359 erstmals urkundlich erwähnt. 1616 erfolgte der Bau des Kirchturmes im Renaissancestil und in der 2. Hälfte des 17. Jahrhunderts ein barocker Umbau.
- Barocker Brunnen auf dem Markt, errichtet im 18. Jahrhundert
- Marterlsäule von 1689
- Marienkapelle in Dobrá Voda, errichtet 1768
- Kapelle der hl. Anna in Sedlo
- Friedhof 1814 von der Kirche zum Schulfeld verlegt.
- Johannes-von-Nepomuk-Statue an der Brücke über den Gatterschlager Bach, aus dem zweiten Viertel des 18. Jahrhunderts
- Schule, einklassig (1670), ab 1859 zweiklassig
- Rathaus, erbaut im Jahre 1676, danach 1843 abgebrannt und 1847 wieder neu aufgebaut
- Kriegerdenkmal (1923)[8][9]

## Persönlichkeiten
- Josef Binder (* 12. August 1842 Schamers; † 12. Oktober 1912 Prag), Prälat, erzbischöflicher Konsistorialrat, Domkapitular,
- Sylvester Schimeczek (* 2. Januar 1870 Schamers), Schulleiter, Heimatforscher
- Ignaz Riebl (* Schamers) Maurermeister und baute die Kapelle in Ottenschlag zur Kirche um
- Manfred Vorreiter (* 1943 Schamers) Grafiker